# Zineb Obeid
Pour les articles homonymes, voir Obeid.
Zineb Obeid, née le 1er août 1985 à Casablanca, est une actrice et présentatrice marocaine de télévision.

## Biographie
Zineb s'est retrouvée dès l'âge de 13 ans face à la caméra pour des spots publicitaires. Prise entre ses études de management et son métier, elle réussit à percer sur le petit écran. 
L'expérience réussie du téléfilm Al Qadia, avec Nour-Eddine Lakhmari, la pousse dans un tout autre domaine, celui de la comédie. Elle enchaîne des rôles dans les téléfilms marocains, notamment Les hirondelles reviennent toujours et Hadi w touba, le téléfilm du mois de Ramadan.
En 2009, Zineb joue dans une production documentaire sur les pharaons pour Discovery Channel. Jouant un rôle dans l'épisode Tutankhamun, elle est rappelée pour le second opus de la série tourné à Ouarzazate.
En 2013, elle incarne le rôle de Samira dans le film Né quelque part de Mohamed Hamidi
En 2013, elle a joué le rôle-titre dans le film  derrière les portes  fermées de Mohamed Ahed Bensouda 